# アルティバイ川
アルティバイ川（アルティバイがわ、スペイン語: Río Artibai, バスク語: Artibai）は、スペイン・バスク州ビスカヤ県を流れる河川。北大西洋のビスケー湾に注いでいる。流路長は27 km。流域面積は101.17 km2。

## 流域
アルティバイ川の上流域では農業・畜産業・林業が主要産業である。左岸には在来種のトキワガシの森も散見される。河口部にはオンダロアの町が形成されており、オンダロアで大西洋のビスケー湾（カンタブリア海）に注いでいる。ビスカヤ県東部にはこの河川の名前にちなんだレア＝アルティバイ郡があり、オンダロアなどを含んでいる。中心都市はマルキナ＝シェメインである。

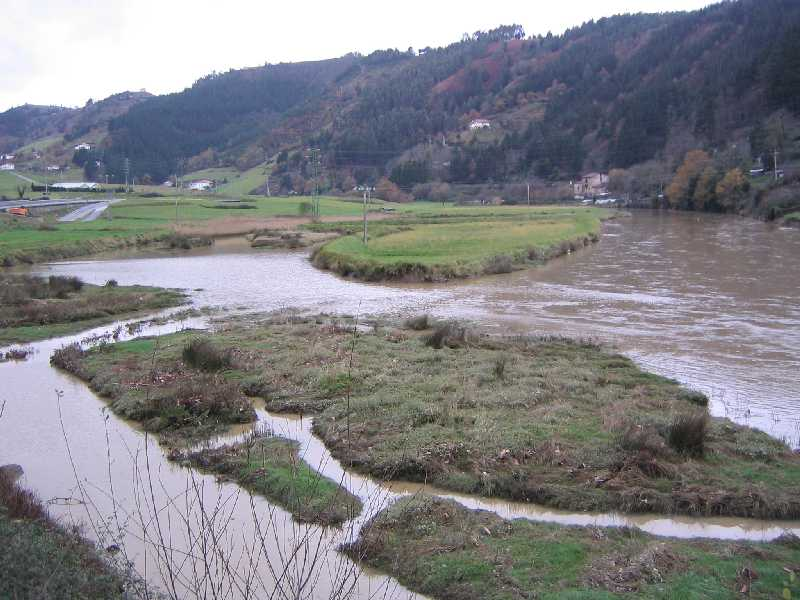
オンダロアを流れるアルティバイ川
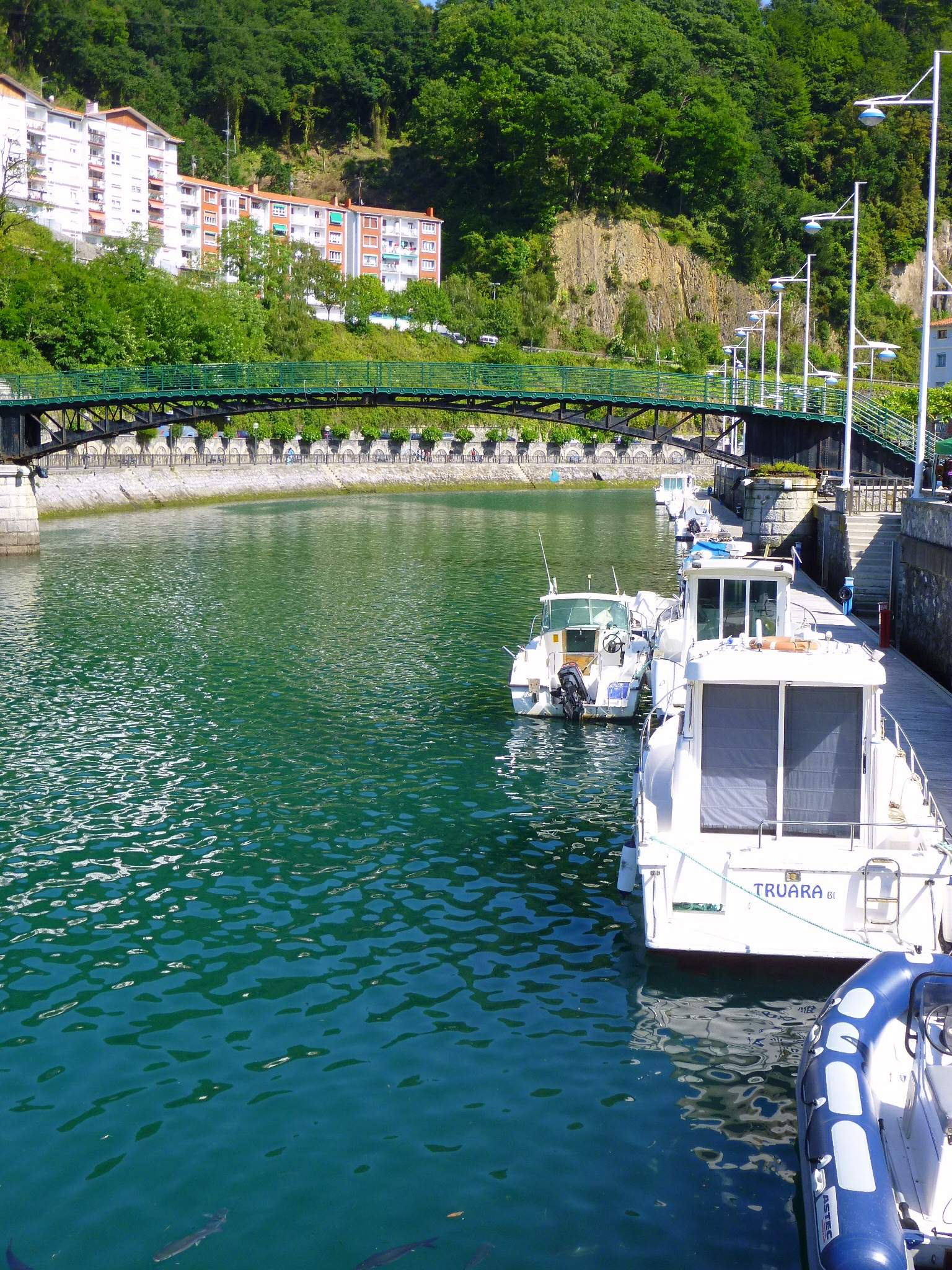
オンダロアを流れるアルティバイ川
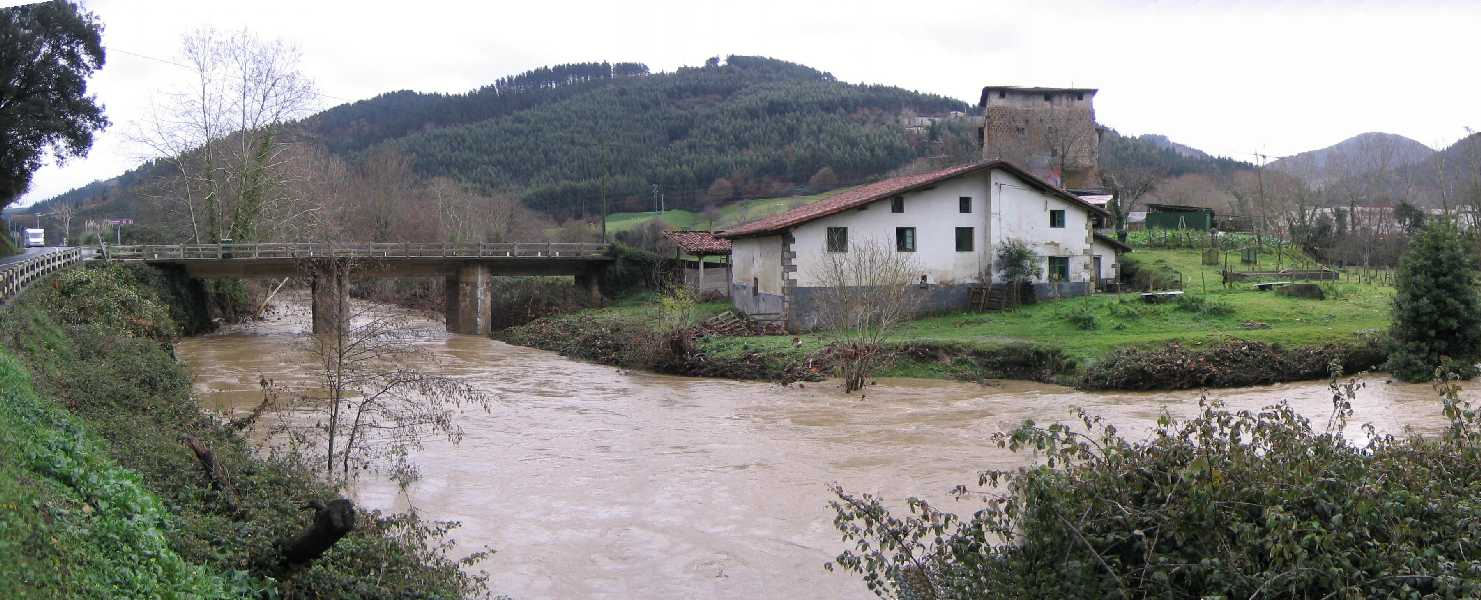
ベリアトゥア（英語版）を流れるアルティバイ川